# リキ・フルーティ
リキ・フルーティ（Riki Flutey、1980年2月10日 - ）は、イングランドの元ラグビーユニオン選手。

## プロフィール
- ニュージーランド・フェザーストン出身。
- ポジションはスタンドオフ(SO)、センター(CTB)
- 身長 178cm、体重 92kg。
- イングランド代表通算キャップ数は15。
- ブリティッシュ・アンド・アイリッシュ・ライオンズに選ばれたことがある[1]。

## 略歴
4歳からラグビーを始めた。
テアウテカレッジ卒業後、ホークスベイ、ウェリントン、ハリケーンズ、ロンドン・アイリッシュ、CAブリーヴ、ワスプスを経て、2012年、リコーブラックラムズに加入。同年9月14日に行われたジャパンラグビートップリーグ第3節のサントリーサンゴリアス戦にて先発出場で日本での公式戦初出場を果たす。
2014年、リコーブラックラムズ退団後、同年、引退した。
2019年、ハイランダーズのスキルコーチに就任。

ジェイミー・ジョセフヘッドコーチの誘いを受け2023年のラグビーW杯では、アシスタントコーチとしてはじめて日本代表チームに参加。コーチとしてはランやキック、パスの細かい技術や状況判断を選手に伝えルガ、グラウンドを離れれば、ムードメーカー。「カントリーロード」や「島唄」など得意な歌を度々披露し、試合では給水係を担当しチームをサポートした。